# Фудзин

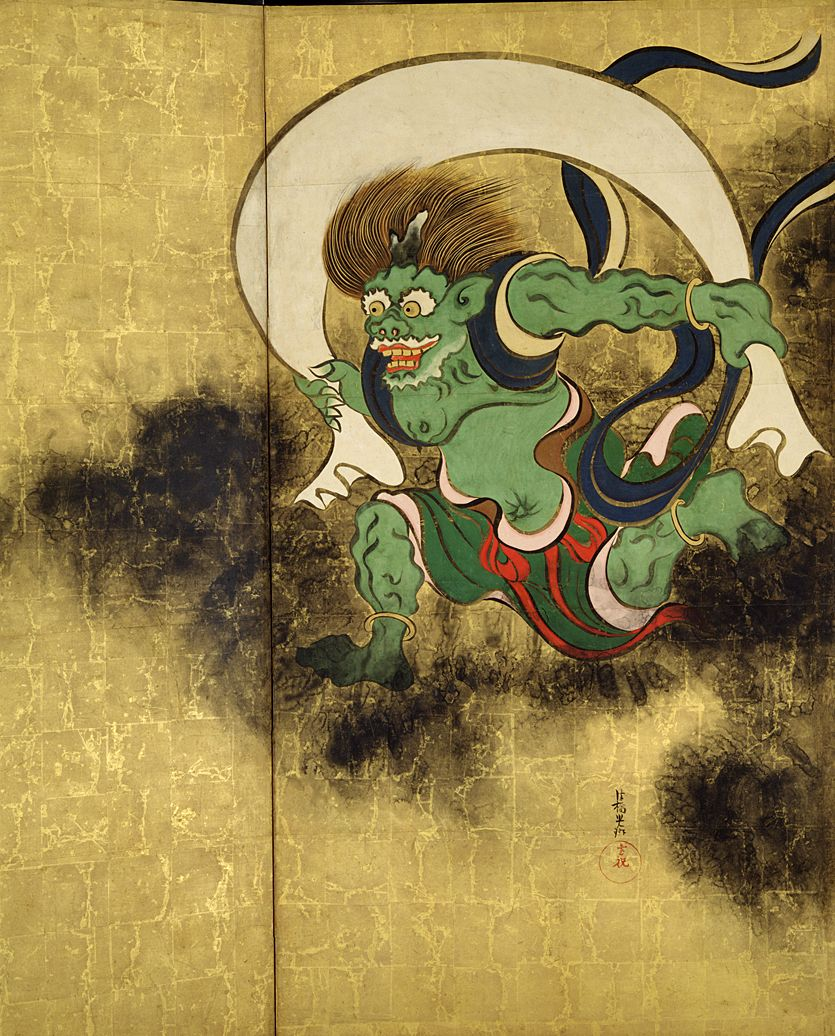
Таварая Сотацу, фрагмент ширмы

Фудзин (яп. 風神, Фу:дзин) — японский бог ветра в синтоистском учении.

## Происхождение

### Синтоизм
В связи с тем, что синтоизм не имеет точной организации и строго детерминированной системы, отсутствует точная четкая родословная большинства божеств, возможно несколько преданий о рождении одного и того же бога.

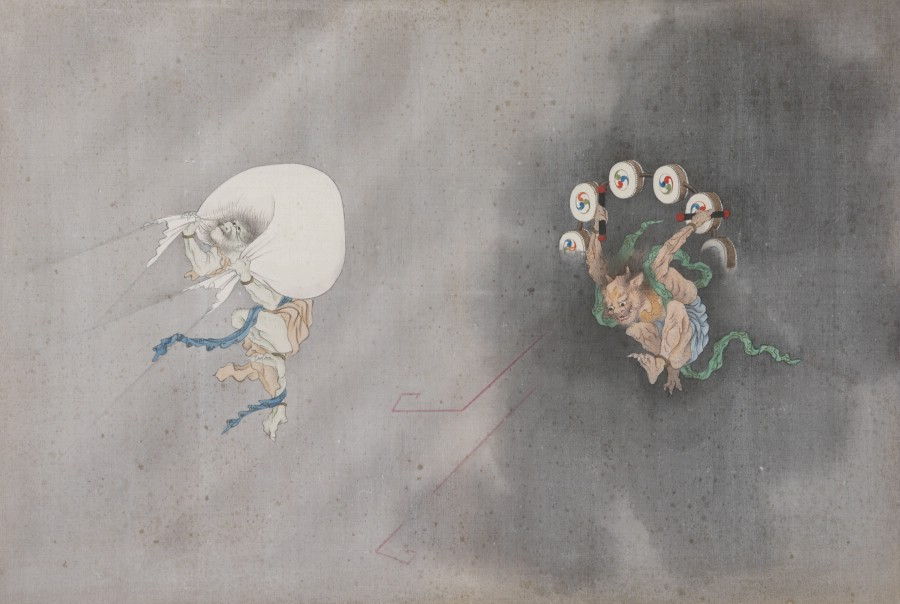
Кавахара Кэйга «Бог ветра и бог грозы» XIX век

По одной из версий изначально бог Фудзин был рожден под именем Синацухико-но микото (яп. 級長津彦命). Другое имя для этого божества — Синатобэ-но микото (яп. 級長戸辺命), которое первоначально, возможно, было отдельным божеством ветра. «Нихон сёки» (яп. 日本書紀) утверждает, что Синацухико родился после того, как Идзанаги-но Микото и Идзанами-но Микото создали восемь великих островов Японии. После их сотворения, Идзанаги подул на утренние туманы, которые затемняли их, и они стали Синацухико, богом ветра. Синтоистский литургический текст или ритуальное заклинание под названием «Норито» (яп. 祝詞) взывает к божеству, говоря о нём в мужском роде, в то время как другое имя — Синатобэ — было приписано тому божеству женского пола, что предположительно является женской версией Фудзина. Некоторые источники также называют божествами ветра Амэ-но Михасира (яп. 天の御柱, «столп неба») и Куни-но Михасира (яп. 国の御柱, «столп Земли/страны») в соответствии с поверьем, что ветер поддерживает небо.

### Буддизм
Согласно буддийской легенде, пришедшей из Китая, первоначально бог ветра Фудзин, как и его вечный соперник Райдзин, был злым демоном, противостоявшим Будде. Тогда Будда приказал захватить этих двух демонов. После тяжелой битвы с 33 собраниями богов Фудзин и Райдзин были пленены. С тех пор они стали служителями Неба.
Предположительно Фудзин основан на индийском (санскр. वायु, «Вайю») и китайском (風神, «фэншэнь») божествах. В эзотерическом буддизме бог ветра причислен к двенадцати дэвам (яп. 十二天, «дзюнитэн») под именем Футэн яп. 風天, а также считается одним из стражей восьми направлений света яп. 八方天). Он отвечает за Северо-Запад. Помимо этого, бога Фудзина часто связывают с созвездием Стрельца.
Существует 28 божеств, защищающих Тысячерукую бодхисаттву Авалокитешвара (яп. сэндзю Каннон). Они встречаются в эпоху Тан (VII—X века) в китайских переводах текстов посвященных Каннон. В Японии же список этих 28 божеств строго не детерминирован и может варьироваться в зависимости от храма и его секты школы. Спустя годы боги Райдзин и Фудзин также были причислены к списку этих божеств-защитников.

### Западные истоки
Несмотря на тот факт, что образ Фудзина регулярно используется в национальном японском искусстве, истоки появления этого божества на японском архипелаге берут начало в далеких от Страны восходящего солнца регионах.
Бытует мнение, что Фудзин - воплощение греческого бога ветра Борея.  В период македонской гегемонии греческая культура и верования распространились и на Востоке. Так, например, ранние статуи Будды имели черты, делавшие их схожими с греческим богом Аполлоном. Но Борей «не остановился» в засушливых районах Центральной Азии, а продолжил свой путь на Восток, но уже под именем Вардо, благодаря своему слиянию с греко-буддийским искусством. Пройдя долгий путь от Греции до Индии, а оттуда до Китая и Кореи, Вардо появился вместе с буддизмом и на японском архипелаге (приблизительно VI век). [Katsumi Tanabe, "Alexander the Great, East-West cultural contacts from Greece to Japan", p21]

## Внешний вид
Фудзин носит с собой большой мешок или мех на шнурке, из которой он и выпускает ветра. Иногда можно встретить его, изображенным в руках с копьем с красным вымпелом. Обычно носит набедренную повязку из леопардовой шкуры. В Японии Фудзина обычно изображают в виде зелёного демона с двумя рогами, искривлённым в гримасе ртом, когтистыми ногами и руками. Интересно, что у Фудзина всего по четыре пальца на обеих руках, каждый из которых символизирует одну сторону света. В Китае самые ранние известные изображения богов ветра и грома были найдены в пещерах VI века в Дуньхуане, где они сопровождаются богами дождя и молнии.
Самое раннее изображение Фудзина в Японии встречается в иллюстрации «Сутра причин и следствий прошлого и настоящего» («Sutra of Past and Present Cause and Effect», Ингакё яп. 因果経, VIII век), в которой боги ветра и грома включены в число демонов, пытающихся напугать исторического Будду. Эти два божества также появляются в нескольких мандалах периода Хэйан, таких как «Мандала сутры золотого сияния победительнейших царей» («Konkoumyou Saishooukyou Mandara», яп. 金光明最勝王経曼荼羅, XII век).

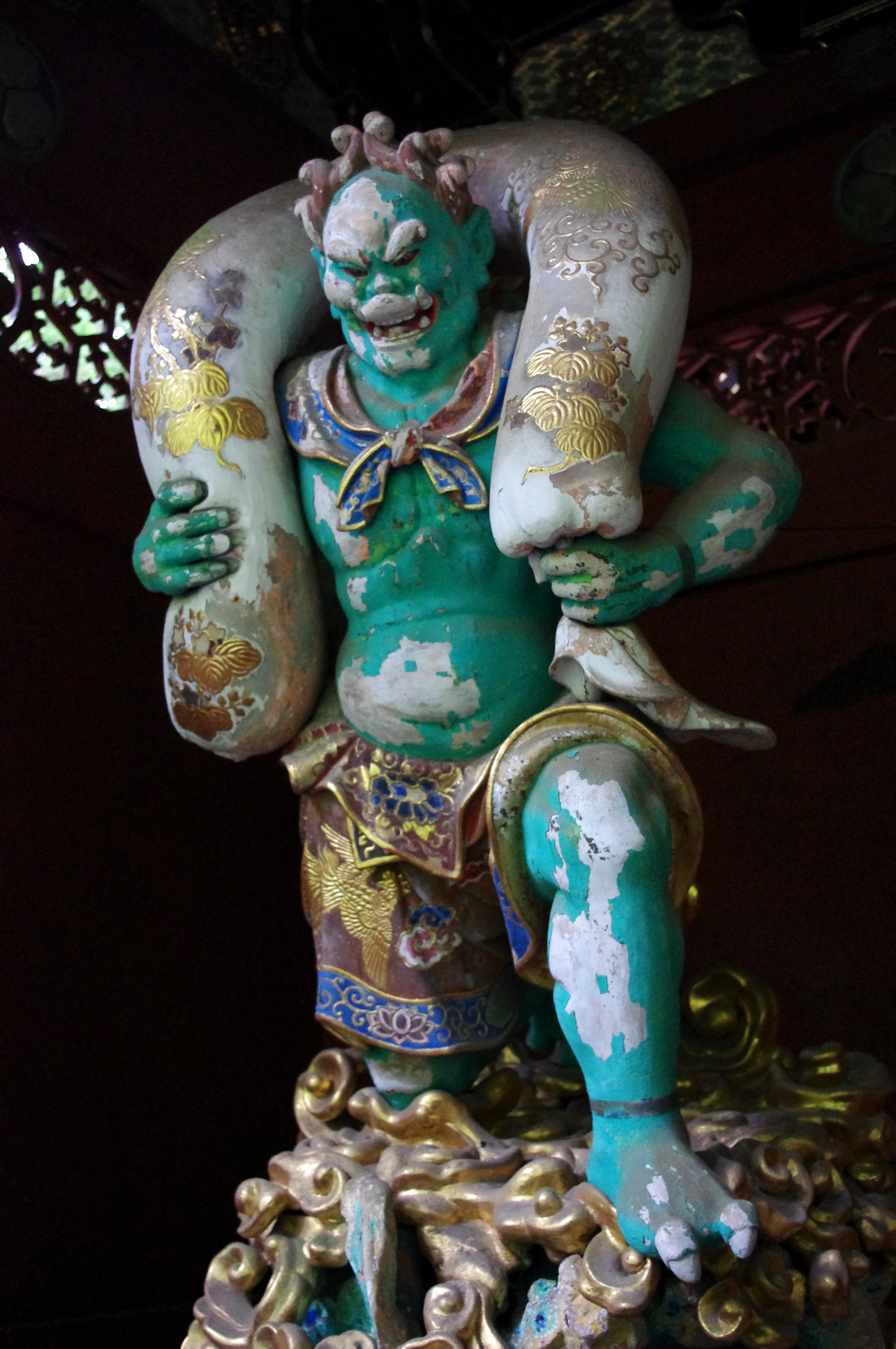
Фудзин в Тайю-ин Рэйбё, Никко, Япония

В буддийском храме Сандзюсангэн-до школы Тэндай в районе Хигасияма города Киото в Японии можно увидеть множество статуй. Главным божеством храма является Сахасрабхуджа-Арья-Авалокитешвара, или тысяча вооруженных Каннон. Вокруг 1000 статуй Каннон стоят 28 статуй божеств-хранителей. Есть среди них также и две знаменитые статуи Фудзина и Райдзина . Статуи сделаны из японского кипариса, покрытого сусальным золотом, но покрыты они им неполностью. Эти 28 небесных хранителей не являются отдельными объектами поклонения, но тем не менее они часто появляются в произведениях изобразительного искусства.

## Влияние
Фудзина можно назвать одним из важных богов в синто. В связи с тем, что японский архипелаг подвержен постоянным природным катаклизмам, в особенности тайфунам, Фудзина как бога ветра здесь почитают и глубоко уважают. Дело в том, что несмотря на все природные происшествия, когда монголы при хане Хубилае пытались вторгнуться в Японию в 1274 и 1281 годах, они оба раза были отброшены тайфунами. Монголы больше никогда не пытались высадиться в Японии. Эти чудом пришедшие в нужное время штормы считаются делом рук как раз-таки Фудзина и Райдзина.
Божественное вмешательство местные жители называют «камикадзе» (яп. 神風, «божественный ветер»). Этот термин сохранился в современном языке для обозначения японских лётчиков-смертников.
На сегодняшний день образ Фудзина весьма популярен и в поп-культуре. Так, например, во вселенной мультфильмов, видеоигр и приложений о Покемонах есть два таких персонажа Торнадус (англ. Tornadus) и Тандурус (англ. Thundurus), явно вдохновленных Фудзином и Райдзином. Также в аниме «Наруто» одним из антагонистов является ниндзя по имени Фудзин. В серии файтингов «Mortal Kombat» Фудзин является прототипом Фуджина, который тоже является богом ветра.